# Ордовський Михайло Львович
Михайло Львович Ордовський (* 8 червня 1941, Ленінград, РРФСР) — радянський режисер-постановник і сценарист.
У 1964 році закінчив Ленінградський електротехнічний інститут, у 1973 — режисерський факультет ВДІКу (майстерня Льва Кулєшова).
З 1972 — режисер-постановник кіностудії «Ленфільм».
У березні 2014 року підписав лист «Ми з Вами!» на підтримку України.
У липні 2018 року підтримав відкритий лист українських діячів культури до ув'язненого у Росії українського режисера Олега Сенцова